# Klagenfurt-Land
Klagenfurt-Land är ett distrikt i förbundslandet Kärnten i Österrike. Det består av området kring staden Klagenfurt. Staden själv ingår inte i distriktet.

Distriktet består av följande kommuner:

Kommunerna i distriktet Klagenfurt-Land

- Ebenthal in Kärnten
- Feistritz im Rosental
- Ferlach
- Grafenstein
- Keutschach am See
- Köttmannsdorf
- Krumpendorf am Wörthersee
- Ludmannsdorf
- Magdalensberg
- Maria Rain
- Maria Saal
- Maria Wörth
- Moosburg
- Poggersdorf
- Pörtschach am Wörther See
- Sankt Margareten im Rosental
- Schiefling am Wörthersee
- Techelsberg am Wörther See
- Zell